# Набоков, Кирилл Владимирович
Кири́лл Влади́мирович Набо́ков (17 (30) июня 1911 — 6 апреля 1964) — русский поэт, брат и крестник писателя Владимира Набокова.

## Биография
Родился в имении родителей Выра под Петербургом. Отец — коллежский асессор, впоследствии один из лидеров кадетской партии В. Д. Набоков (1869—1922), мать — Елена Ивановна, урождённая Рукавишникова (1876—1939). Был крещён через месяц после рождения, 17 июля, в церкви Рождества Пресвятой Богородицы в селе Рождествено Царскосельского уезда; восприемниками были дочь флигель-адъютанта Екатерина Дмитриевна Данзас и его старший брат Владимир.
В марте 1919 года вместе с родителями отплыл из Севастополя на греческом пароходе «Надежда». С лета 1919 года — в Лондоне, с 1920 года — в Берлине. В январе 1924 года В. В. Набоков привёз его в Прагу, где с октября 1923 года жила их мать с дочерью Еленой, ставшей студенткой юридического факультета Русского народного университета. Кирилл в 1924—1932 годах учился в пражской Русской реальной гимназии. С 23 марта 1931 года член поэтической группы «Скит». Впервые стихотворение Кирилла Набокова было опубликовано в 1930 году в берлинской газете «Руль», основателем которой был ещё его отец. Позднее его стихи печатались в пражском журнале «Воля России». Он опубликовал при жизни всего десять стихотворений: одно в «Руле», два в «Воле России», пять в сборниках «Скита» и ещё два в 1937 году в 65-м томе парижского журнала «Современные записки».
В 1930 году Кирилл посещал немецкий университет[какой?] в Праге. В начале 1930-х выехал на работу в Амстердам, но быстро потерял её и снова вернулся в Прагу.
В 1935 году поступил в университет города Лёвена в Бельгии, но не закончил его. Вскоре женился на бельгийке и получил гражданство этой страны, что позволило ему к 1939 году открыть собственное туристическое агентство. Владел пятью языками. Во время войны работал переводчиком американской армии в Германии.
Именно Кириллу Набокову принадлежала идея перевода «Лолиты» на русский. В ноябре 1959 он предложил брату, что займется переводом. Владимир попросил его прислать пробный отрывок, но, по-видимому, дело не пошло, так как в конце концов «Лолиту» перевёл сам автор:576.
С января 1964 года в течение трёх месяцев работал на радиостанции «Свобода» в Мюнхене. Скоропостижно скончался от инфаркта за письменным столом, в это время он как раз готовил передачу о брате:576. Похоронен 24 апреля 1964 году в Брюсселе.
Частично литературный архив К. В. Набокова хранился у его сестры Е. В. Сикорской. В том числе в нём хранится не изданный сборник К. Набокова «Дальние пути. Цикл».

## Оценки творчества
Поэт и литературный критик Ю. Терпиано считал, что в стихах Кирилла Набокова: «чувствуется порой настоящее дыхание»
Некоторые пражане (Вадим Морковин) находили, что «Кирилл как поэт был гораздо значительнее Сирина».
Н. А. Раевский (также пражанин) вспоминал: «…мне совершенно точно запомнился состоявшийся впоследствии спор мой с Владимиром Владимировичем о стихах его брата. Набоков-старший категорически отрицал наличие у брата поэтического таланта. Текстуально помню его выражение: „Кирилл — грамотный стихослагатель и только. Поэтического таланта у него нет“. Несмотря на моё почтение к его <Владимира — ВП> литературному авторитету, я позволил себе не согласиться с его мнением. Не соглашаюсь с ним и сейчас». По мнению Раевского: «огромный авторитет Владимира Владимировича не позволил должным образом развиться несомненному таланту его брата. Сверкающая звезда затмила скромную пока звездочку».
Прав ли Раевский, сказать трудно. Опубликованы 5 писем старшего Набокова младшему, и, по крайней мере, четыре из них были либо посвящены стихам, либо касались этой темы:118-124.
В первом письме, датированном приблизительно 1930 годом, Владимир пишет:
вопрос обстоит так: пишешь ты стихи просто так... оттого что все пишут, или действительно безудержно к ним тянет, они прут из души, теснятся образы и чувства, которые естественно одеваются в стихи. Если верно первое <...> — то брось, не стоит тратить времени. Если же верно второе (— и очень хотелось, чтобы это было так) — то прежде всего нужно уяснить, какое это трудное, ответственное дело ...:118
 Далее следует внимательный и строгий разбор стихотворений младшего брата.
Очевидно, что Кирилл считал, что верно именно второе, так как он продолжал посылать брату свои стихи, на что Владимир отвечал:
стихи, которые ты мне прислал, значительно лучше. Хорошо кончается стихотворение «тебе чужой», последние две строчки хороши, недурён образ «стрекозы и т. д.» в стихотворении об окне и, благодаря повторению буквы "п", приятно звучит первая строка «когда в душе порыв и пенье»:120.
 После чего снова следовал детальный разбор ошибок начинающего поэта.
Переписка возобновилась после войны, именно Кирилл первым сообщил Владимиру о гибели их брата Сергея в концентрационном лагере Нойенгамме. Десять лет спустя, 12 марта 1955 года Владимир писал в письме напечатанном латиницей по-русски: «Pishesh' li ti eshchyo stihi? Kogda-to ti pisal neploho». Очевидно, что Кирилл не ответил на этот вопрос, так как через год В. Набоков, подчеркнув, что имя Кирилла, как одного из одарённых поэтов Пражской группы, упоминалось в полемике Яновского, Марка Слонима и Кусковой в «Новом русском слове», в ноябре 1955 снова спрашивал: «Написал ли ты что-нибудь в последнее время?» (Have you written anything lately?:124).

## Семья
- Жена — Жильбер Набокова, урождённая Жильбер Барбансон (фр. Gilberte Barbanson, 5 ноября 1921 — 22 мая 1967)[15], погибла при пожаре в брюссельском универмаге L’Innovation[вд][16] вместе с ещё 322 жертвами.